# Haematopinus tuberculatus
Haematopinus tuberculatus är en insektsart som först beskrevs av Hermann Burmeister 1839.  Haematopinus tuberculatus ingår i släktet Haematopinus och familjen hovdjurslöss. Inga underarter finns listade i Catalogue of Life.